# Perlit (stål)

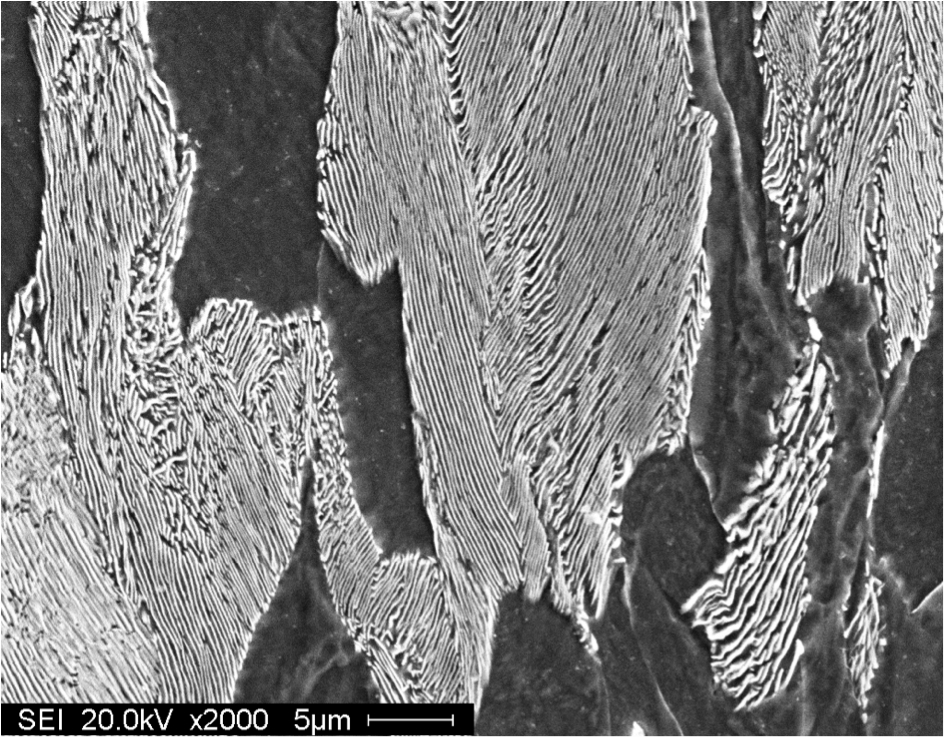
SEM-bild av perlit förstorad 2000x

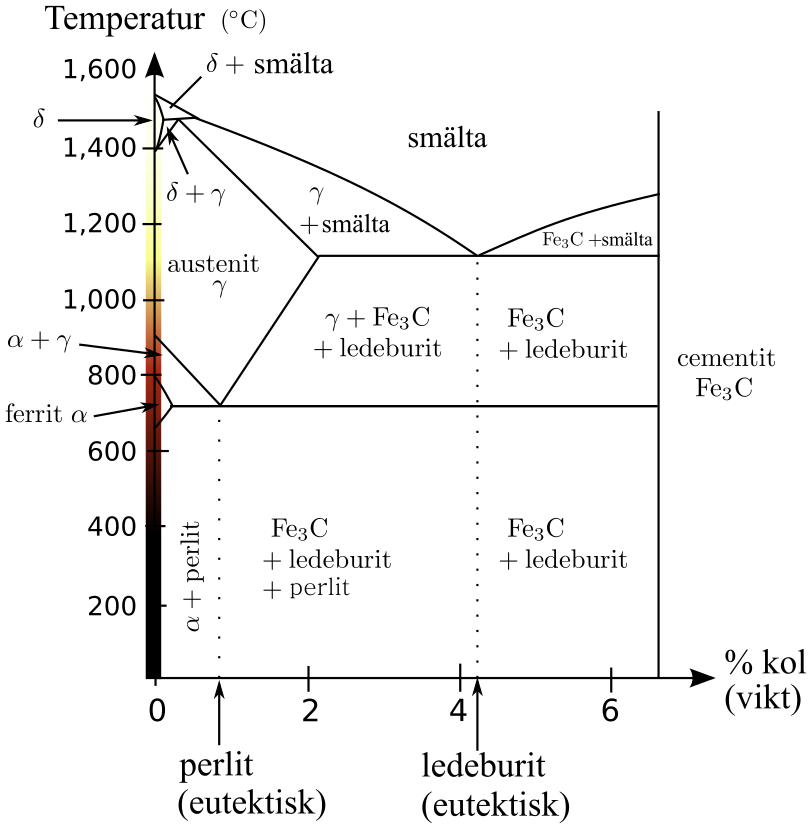
Fasdiagram för järn och kol

Perlit är en tvåfasig, lamellär (eller skiktad) struktur bestående av alternerande lager av ferrit (88 vikt%) och cementit (12 vikt%) som förekommer i några stålsorter och i gjutjärn. Det lamellära utseendet är vilseledande eftersom de enskilda lamellerna inom en grupp är förbundna i tre dimensioner; en enda grupp är därför en ömsesidigt genomträngande tvåkristall av ferrit och cementit. Vid långsam kylning av en järnkol-legering, bildas perlit genom en eutektoid reaktion av austenit under 727 °C (eutektoidtemperaturen). Perlit är en mikrostruktur som förekommer i många vanliga stålkvaliteter.
Den eutektoida sammansättningen av austenit är ungefär 0,76 % kol; stål med mindre kolhalt kommer att innehålla en motsvarande andel relativt rena ferritkristalliter som inte deltar i eutektoidreaktionen och som därmed inte kan omvandlas till perlit. På samma sätt kommer stål med högre kolhalt att bilda cementit innan de når eutektoidpunkten. Andelen ferrit och cementit som bildas ovanför eutektoidpunkten kan beräknas från järn/järnkarbidjämvikten i ett fasdiagram.
Stål med perlitisk (eutektoid komposition) eller nära-perlitisk mikrostruktur (nära eutektoid sammansättning) kan dras i tunna trådar. Sådana trådar, ofta sammanbundna till vajrar, används kommersiellt som pianotrådar, vajrar för upphängningsbroar och som stålkord för däckförstärkning. Hög grad av kallbearbetning genom lindragning (logaritmisk töjning över 3) leder till perlitiska vajrar med hållfasthet i storleksordningen GPa. Det gör perlit till ett av de starkaste strukturella bulkmaterialen .
Vissa hypereutektoida perlitiska ståltrådar, som kalldras till (logaritmiska) töjning över 5, kan uppnå en maximal draghållfasthet över 6 GPa. 
Även om perlit används i många tekniska applikationer, är mekanismerna till dess extrema styrka inte väl utredd. Det har visats att kalltrådsdragning inte bara stärker perliten genom att rena lamellstrukturen men också samtidigt orsakar partiell kemisk sönderdelning av cementit i samband med en ökat kolhalt i ferritfasen och till och med genom en strukturell övergång från kristallin till amorf cementit. Den deformationsorsakade sönderdelningen och mikrostrukturförändringen av cementit är nära relaterade till flera andra fenomen, såsom en betydande omfördelning av kol och andra legeringselement som Si och Mn i både cementit- och ferritfasen; en variation av deformationsberoendet vid fasgränssnitten på grund av en förändringar i kolkoncentrationsgradienten vid gränsytorna.
Perlit identifierades först av Henry Clifton Sorby och namngavs  ursprungligen som sorbit, men likheten i mikrostruktur till pärlemor och särskilt den optiska effekten, som orsakades av strukturen i skalen, gjorde det alternativa namnet mer populärt.
Bainit är en liknande struktur med lameller som är mycket mindre än våglängden av synligt ljus och saknar sålunda perlitens visuella mönster. Bainiten åstadkoms genom snabbare kylning.